# Scopula destituta
Scopula destituta là một loài bướm đêm trong họ Geometridae.